# روگ ریور رنچ
روگ ریور رنچ (به انگلیسی: Rogue River Ranch) یک مزرعه (محل) در ایالات متحده آمریکا است که در شهرستان کوری، اورگن واقع شده‌است.